# Саут Преъри
Саут Преъри (на английски: South Prairie) е град в окръг Пиърс, щата Вашингтон, САЩ. Саут Преъри е с население от 382 жители (2000) и обща площ от 1,1 km². Намира се на 131 m надморска височина. ЗИП кодът му е 98385, а телефонният му код е 360.